# Psammisia cuatrecasasii
Psammisia cuatrecasasii är en ljungväxtart som beskrevs av A. C. Smith. Psammisia cuatrecasasii ingår i släktet Psammisia och familjen ljungväxter. Inga underarter finns listade i Catalogue of Life.